# Cylindrotheristus tortus
Cylindrotheristus tortus är en rundmaskart som först beskrevs av Christian Wieser och Stephen Donald Hopper 1967. Cylindrotheristus tortus ingår i släktet Cylindrotheristus och familjen Monhysteridae. Inga underarter finns listade i Catalogue of Life.